# Blorenge Buttress
Blorenge Buttress (frei übersetzt: Blorenge-Pfeiler) ist eine markante Felssäule aus orangefarbenem Sandstein im ostantarktischen Viktorialand. In der Convoy Range ragt er 3,5 km westlich des Gipfels des Flagship Mountain aus einem großen eisfreien Gebiet am westlichen Ende der Viking Hills auf. Die Felsensäule wird im Westen durch steil abfallendes Blaueis und eine große Wechte des Flight-Deck-Firnfelds flankiert.
Die Felssäule wurde von Teilnehmern einer von 1976 bis 1977 dauernden Kampagne im Rahmen der neuseeländischen Victoria University’s Antarctic Expeditions kartiert und geologisch untersucht. Der Leiter der Gruppe, der neuseeländische Geologe Christopher J. Burgess, benannte sie nach dem Hügel Blorenge im walisischen Monmouthshire.